# 레이철 핀치
레이철 핀치(Rachael Finch, 1988년 4월 8일 ~ )는 오스트레일리아의 미인 대회 우승자이다. 2009년 미스 유니버스 오스트레일리아 우승자이며 미스 유니버스 2009에서 오스트레일리아 대표로 참가했다.